# Sophie Dutertre
Sophie Dutertre, née le 10 février 1965 à Paris, est une artiste spécialiste de la gravure, auteure de bande dessinée et illustratrice française.

## Biographie

### Formation
Étudiante en vidéo à l'École nationale supérieure des arts décoratifs, Sophie Dutertre s'initie également à la gravure sur bois qui deviendra son domaine de prédilection.

### Carrière professionnelle
Dès ses premières publications, Sophie Dutertre utilise la technique de la gravure afin d'élaborer des histoires empruntes d'humour noir et destinées à un public jeunesse, tels les ouvrages La Ferme et Le Crime édités chez Les Quatre mers ou Les Exploits de Bombilla, paru aux éditions Seuil Jeunesse.
Dans les années 1990, elle devient illustratrice de presse et collabore régulièrement avec The New York Times, Dada, Libération, Beaux-Arts ou Le Monde.
Elle cofonde avec Baldo (alias Baldomero Ortas), les éditions Kelope vers une auto-édition de livres graphiques à tirage limité. En 2000, une partie de ses gravures est utilisée par le couturier et créateur de mode japonais Issey Miyake pour sa collection de vêtements automne-hiver 2001/2002. 
Passionnée par l'univers de Guignol, elle participe avec son compagnon, l'artiste Baldo, à la fabrication puis à l'animation de marionnettes sur la scène d'un théâtre de poche parisien. 
Sophie Dutertre enseigne un temps l’illustration à l’école d’art Maryse-Eloy, devenue la Paris School of Visual Arts.
En 2011, la galerie nomade Arts factory lui consacre une rétrospective au centre d’art graphique de la Métairie Bruyère en Bourgogne-Franche-Comté, lieu privilégié de la pratique de l'estampe et de la typographie.
Scénariste et illustratrice, elle participe à la réalisation de plus d'une vingtaine d’œuvres graphiques et est citée en exemple du renouveau de l’illustration dont l'origine s'ancre au début des années 1990. Ses créations sont souvent référencées aux côtés de celles des artistes Atak ou Henning Wagenbreth.
En 2017, elle publie avec Mary Donatien sa première bande dessinée, Le Premier Bal d’Emma, aux éditions 2024. Alors que la jeune Emma s'apprête à assister à son premier bal entourée de son père et de son tuteur, une succession de rencontres plus extravagantes les unes que les autres, la conduiront à une fin animale et à une jolie promesse d'émancipation.

## Publications

### Romans graphiques et bande dessinée
- 1996 : Les exploits de Bombilla, Seuil Jeunesse
- 1997 : Le crime, Sophie Dutertre et D. Delrieu, Association les Quatre Mers
- 1998 : Chonchon, Sophie Dutertre et Christian Bruel, Éditions Être
- 1998 : La ferme, Sophie Dutertre et J.F. Dalle, Association les Quatre Mers
- 2000 : Krocobill et Robot-Bix, Sophie Dutertre et Alain Serres, Éditions Rue Du Monde
- 2002 : Allez ou bon vous semble, Un Bout D'être Humain
- 2005 : Images du monde et de son envers, Seuil Jeunesse
- 2011 : Sophie Dutertre - Cahiers de dessins contemporains T.12, Arts Factory
- 2011 : Niraidak, Sophie Dutertre et Gilles Bizouerne, Éditions Thierry Magnier
- 2017 : Le premier bal d'Emma, Sophie Dutertre et Donatien Mary, Éditions 2024

### Illustrations
- 1998 : Le mystère de la patience, Jostein Gaarder, Seuil
- 1998 : La promenade mouvementée, José-Luis Gonzalez, Seuil Jeunesse
- 1998 : Le voleur volé, José-Luis Gonzalez, Seuil Jeunesse
- 2001 : La protestation, Guy Jimenes, Pocket Jeunesse
- 2001 : L'asperge, blanche dodue ou petite verte, Chantal de Rosamel, Le Zouave
- 2003 : H.B., Thierry Lenain, Sarbacane
- 2004 : Le Brassens, Georges Brassens, Mango
- 2004 : Sagesses et malices de la tradition juive, Muriel Bloch, Albin Michel Jeunesse

## Exposition
- 2011 : Rétrospective, centre d’art graphique de la Métairie Bruyère, Parly (30 avril-3 juillet)